# Ka (Indien)
Ka (Sanskrit क ka) ist das Fragewort in Sanskrit für „wer?“ und wurde später mit der Gottheit Prajapati identifiziert.
Im Taittiriya, Kaushitaki - und Shatapatha-Brahmana stellt der Verfasser, sobald fragende Verse auftauchen, fest, dass Ka Prajapati, der Herr aller Geschöpfe, ist. Hymnen und Opfergaben für die Götter wurden Kaya  genannt. Zur Zeit von Panini  war das Wort so eingebürgert, dass Regeln für seine Erklärung eingeführt wurden. In der späteren Sanskrit-Literatur der Puranas erscheint Ka als anerkannter Gott, und in der Manusmriti erscheint eine Form der Verheiratung, die unter der Bezeichnung Kaya allgemein als Prajapati-Hochzeit bekannt ist. Im Mahabharata wird Ka mit Daksha  identifiziert.